# Hauteville (Pas-de-Calais)
Hauteville ist eine französische Gemeinde mit 306 Einwohnern (Stand 1. Januar 2022) im Département Pas-de-Calais in der Region Hauts-de-France. Sie gehört zum Arrondissement Arras und zum Kanton Avesnes-le-Comte.

## Lage
Die Gemeinde Hauteville liegt im Südosten des Artois, 16 Kilometer westlich von Arras. Nachbargemeinden von Hauteville sind Lattre-Saint-Quentin im Norden, Wanquetin im Osten, Fosseux im Süden sowie Avesnes-le-Comte im Westen.

## Bevölkerungsentwicklung
| Jahr                       | 1962 | 1968 | 1975 | 1982 | 1990 | 1999 | 2006 | 2014 | 2022 |
| Einwohner                  | 212  | 223  | 210  | 237  | 255  | 248  | 270  | 317  | 306  |
| Quellen: Cassini und INSEE |      |      |      |      |      |      |      |      |      |

## Sehenswürdigkeiten
- Kirche Saint-Christophe

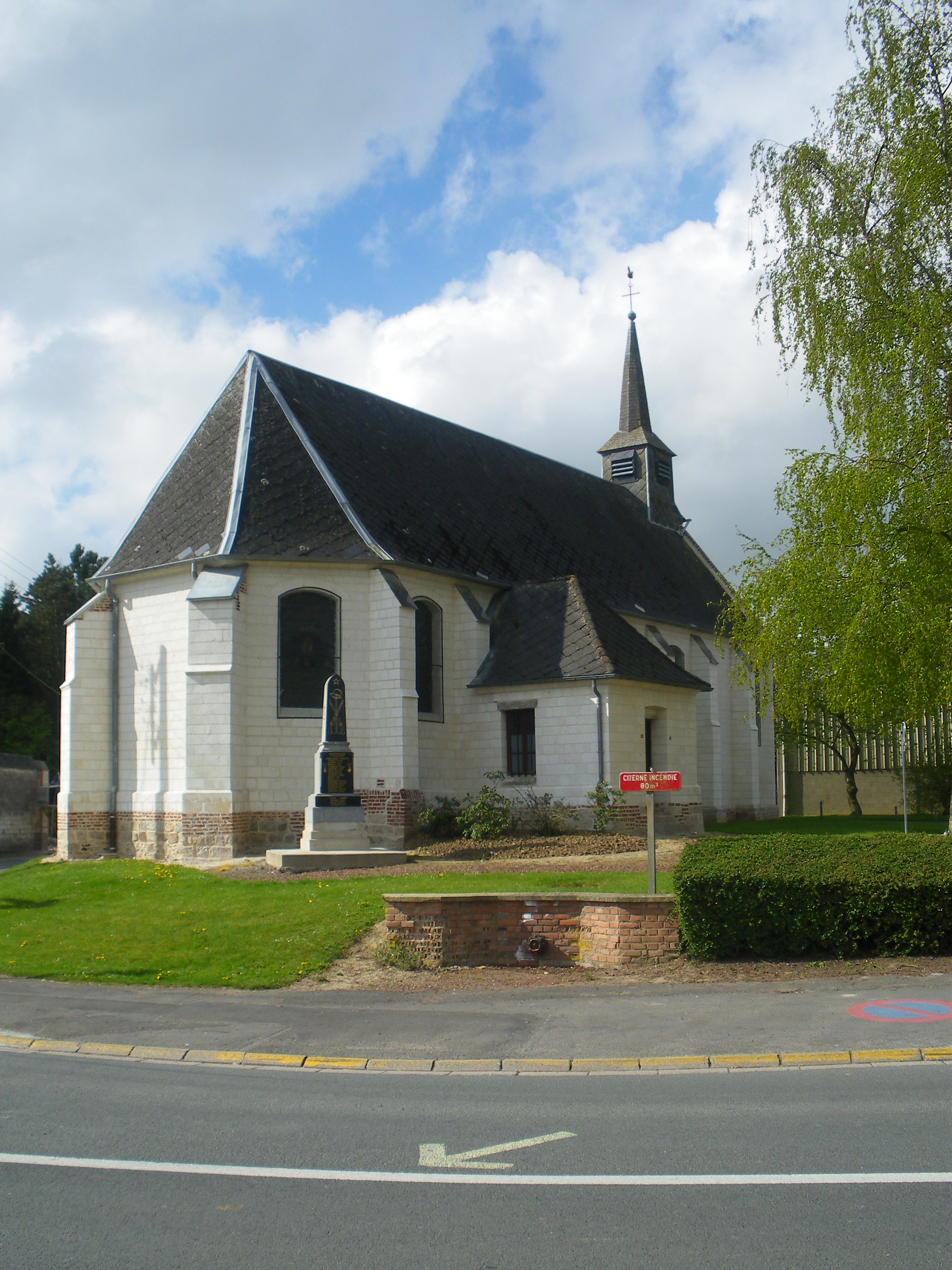
Kirche Saint-Christophe und Gefallenendenkmal